# Мамлеев, Юрий Витальевич
Ю́рий Вита́льевич Мамле́ев (11 декабря 1931, Москва — 25 октября 2015, там же) — русский писатель, драматург, поэт, философ. Лауреат премии Андрея Белого (1991). Президент «Клуба метафизического реализма ЦДЛ», член американского, французского и российского Пен-клубов, Союза писателей, Союза литераторов и Союза драматургов России.
Основатель литературного течения «метафизический реализм» и философской доктрины «Вечная Россия». Произведения Мамлеева переведены на многие европейские языки.

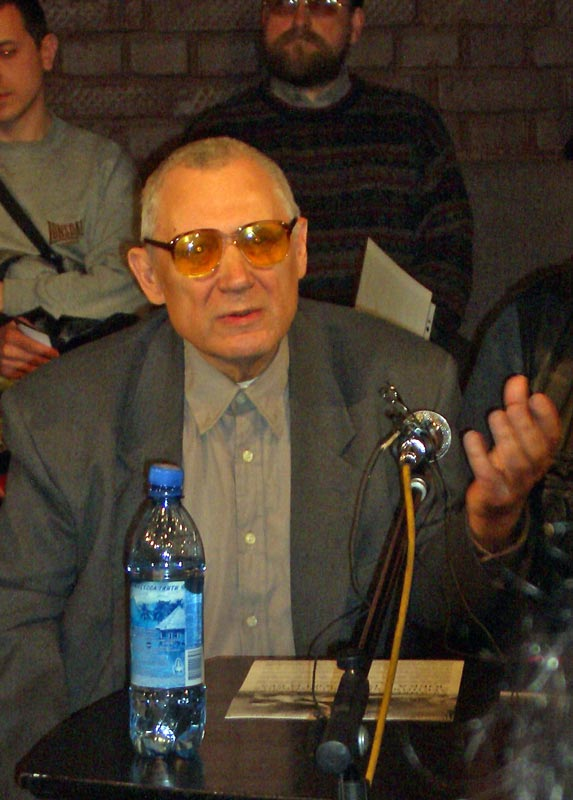
Юрий Мамлеев во время выступления, 2004 год.

## Биография
Родился 11 декабря 1931 года в Москве в семье профессора психиатрии. В 1940 году его отец был репрессирован и без вести сгинул в лагерях.
В 1956 году окончил Московский лесотехнический институт, получил диплом инженера.
С 1957 по 1974 год преподавал математику в вечерних школах. Но основной сферой его деятельности была литература. Его рассказы, романы, философские эссе распространялись в самиздате, так как их было невозможно публиковать в советских издательствах. На его квартире в Южинском переулке собирались в 1960-е годы многие деятели «неофициальной культуры» того времени. Среди них такие поэты и художники, как Евгений Головин, Леонид Губанов, Генрих Сапгир, Лев Кропивницкий, Александр Харитонов, позднее Венедикт Ерофеев, Гейдар Джемаль и многие другие известные сейчас представители творческой интеллигенции, проявившие себя в искусстве, философии, литературе. Культуролог Константин Фрумкин называет эти собрания «кружком любителей эзотерики», а книгу Мамлеева «Судьба бытия» — одной из главных работ, лёгших в основу современного российского традиционализма.
В 1974 году вместе с женой Марией Александровной эмигрировал в США, где преподавал и работал в Корнеллском университете, выступал в других престижных университетах США, а позже, в 1983 году, переехал в Париж (Франция), где начал, наконец, публиковаться (в США, как и в СССР, издатели отвергали его книги). Там он преподавал русскую литературу и язык в Медонском институте русской культуры, а потом в парижском Институте восточных цивилизаций.
В период эмиграции его произведения были переведены на европейские языки, его творчество получило признание на Западе. В Парижском литературном журнале в 1986 году достоевед Жак Катто писал о Мамлееве как о достойном наследнике Гоголя и Достоевского.
После провозглашения курса на демократизацию общества одним из первых приехал в Россию.
С начала 1990-х годов его книги стали широко публиковаться в России. За это время (с начала 1990-х по 2008 год) опубликовано 27 его книг, включая книги по философии, появилось множество статей, интервью в прессе, выступлений по радио и телевидению. Одновременно продолжалась публикация его книг на Западе. Как на западных, так и на русском языках появилось много статей, исследований о его творчестве, защищены дипломы и диссертации. Пьесы Юрия Мамлеева ставились в России и на фестивале в Австрии, в Граце (на немецком языке).
Являлся членом исполкома Общества российско-индийской дружбы. Занимался и общественной деятельностью: был членом Комиссии по возвращению гражданства при Президенте РФ. Был членом французского Пен-клуба (международной организации писателей), Союза писателей России, Союза театральных деятелей, русского Пен-клуба. Он создал новое литературное течение (метафизический реализм), основы которого изложены в главе «Метафизика и искусство» его философской книги «Судьба бытия». Авангард этого течения организован как секция при Союзе литераторов России, и писатель становится президентом Клуба метафизического реализма ЦДЛ.
С 1994 г. по 1999 г. как индолог преподавал индийскую философию на философском факультете МГУ. Главные философские работы: «Судьба бытия» (опубликована в журнале «Вопросы философии» за 1993 г. № 10, 11 и потом — в сборнике «Unio mistica», Терра, 1997, позднее вышла отдельным изданием) и «Россия Вечная», изданная дважды, последний раз в 2011 году.
В «Судьбе бытия» обосновал собственное философское учение, назвав его «утризм» или «религия Я». Как индолог, он исходил из некоторых положений Веданты, но вышел за её пределы, развивая собственное учение. В книге «Россия Вечная» исследовал глубины русской культуры и духа. В результате им создана новая трактовка русской идеи, фактически цельное философско-патриотическое учение.
Творчество писателя отмечалось различными литературными грантами и премиями. В 2000 году он получил Пушкинскую премию (Германия), премию имени Андрея Белого (1993 г.), премию «Словесность» Союза литераторов (2008) и др. Также он является кавалером государственного Ордена Дружбы за творчество и литературные заслуги.
Статьи о писателе и его творчестве входят в литературные и другие энциклопедии, словари (в том числе и на иностранных языках), в энциклопедический словарь «Отечество» (издательство РЭ, 1999), в который включены наиболее выдающиеся люди России в области культуры, науки, политики и т. п. за весь период существования Руси и России (от древней эпохи до настоящего времени). О творчестве писателя вышло авторское исследование Розы Семыкиной «О „соприкосновении мирам иным“: Ф. М. Достоевский и Ю. В. Мамлеев» (Барнаул: Барнаульский государственный педагогический университет, 2007), затем исследование Ольги Якуниной «Повествовательная структура малых эпических форм в прозе Юрия Мамлеева» (Астрахань: Астраханский государственный университет, 2010.
Произведения автора публиковались на английском, французском, немецком, итальянском, голландском, греческом, чешском, румынском, болгарском, сербском, иврите, китайском языках. В 2012 году основная философская работа автора «Судьба бытия» издана на французском языке.
Ещё в 1950-х врачи констатировали у писателя хронический нефрит — болезнь почек. Об этом Юрий Мамлеев рассказывает в «Воспоминаниях», которые писал в последние годы (книга вышла после его смерти). Юрий Мамлеев максимально сосредотачивается на творчестве, сведя к минимуму всё остальное. Он устраивается преподавателем математики в вечернюю школу (работает дважды в неделю), иногда даёт частные уроки.
С конца августа 2015 года писатель в тяжелом состоянии находился в больнице, а в начале сентября литератора прооперировали. Скончался на 84-м году жизни 25 октября 2015 года. 28 октября 2015 года состоялось отпевание в Храме святой мученицы Татианы при МГУ им. М. В. Ломоносова. Похоронен на Троекуровском кладбище в Москве.

## Общественная позиция
Поддерживал военную агрессию РФ в отношении Украины.

## Основные произведения
- 1966 — «Шатуны» (роман)
- 1983 — «Московский гамбит» (роман)
- 1992 — «Последняя комедия» (роман)
- 1993 — «Крылья ужаса» (роман) [в 1991 году выходил как повесть с названием «Вечный дом», которая была в два раза короче более поздней версии]
- 1997 — «Судьба бытия» (философская работа)
- 1997 — «Россия Вечная» (философская работа)
- 2001 — «Блуждающее время» [другое название — «Время и хохот»] (роман)
- 2003 — «Мир и хохот» (роман)
- 2005 — «О чудесном» (сборник рассказов)
- 2006 — «Другой» (роман)
- 2009 — «Наедине с Россией» (роман)
- 2011 — «Империя Духа» (роман)
- 2011 — «После конца» (роман)
- 2013 — «Вселенские истории» (роман)
- 2014 — «Невиданная Быль» (стихи и проза)[23].
- 2022 — «Скитания» (роман)

## Основные издания

### Список основных публикаций на русском языке
- 1982 — «Изнанка Гогена». Третья волна, Париж.
- 1986 — «Живая смерть» (сборник рассказов). Третья волна, Нью-Йорк — Париж.
- 1988 — «Шатуны» (роман). Третья волна, Нью-Йорк — Париж.
- 1988 — Юрий Мамлеев, Татьяна Горичева. «Новый град Китеж» (философские работы). Париж.
- 1990 — «Сборник рассказов». Молодёжный книжный центр, Москва.
- 1991 — «Вечный дом» (повесть и рассказы). Художественная литература, Москва.
- 1991 — «Голос из ничто». Московский рабочий, Москва.
- 1993 — «Избранное». Терра, Москва.
- 1996 — «Шатуны» (роман). Терра, Москва.
- 1997 — «Судьба бытия» (философия). Москва.
- 1999 — «Чёрное зеркало» (сборник рассказов). Вагриус, Москва.
- 2000 — «Бунт луны» (сборник рассказов). Вагриус, Москва.
- 2001 — «Чёрное зеркало» (переиздание). Вагриус, Москва.
- 2001 — «Блуждающее время» (роман). Лимбус-пресс, Москва — С.-Петербург.
- 2001 — «Голос из ничто» (сборник рассказов). Apollon Foundation, Нью-Йорк.
- 2002 — «Россия вечная». АиФ-принт, Москва.
- 2002 — «Изнанка Гогена» (сборник рассказов). Вагриус, Москва.
- 2002 — «Основные тайны» (сборник рассказов). Вагриус, Москва.
- 2002 — «Шатуны» (роман). Ad Marginem, Москва.
- 2003 — «Задумчивый киллер» (сборник рассказов). Вагриус, Москва.
- 2003 — «Американские рассказы» (сборник рассказов). Вагриус, Москва.
- 2003 — «Конец века» (сборник рассказов). Вагриус, Москва.
- 2003 — «Мир и хохот» (роман). Вагриус, Москва.
- 2006 — «Другой».
- 2008 — «Крылья ужаса». Романы. М., АСТ — Зебра Е.
- 2009 — «Русские походы в тонкий мир».
- 2010 — «Империя духа».
- 2011 — «После Конца».
- 2014 — «Невиданная Быль». Москва, Издательская группа «Традиция».

### Список основных публикаций на иностранных языках
- 1980 — The Sky Above Hell and Other Stories. Taplinger, New York.
- 1986 — Iouri Mamleiev. Chatouny. Paris, Robert Laffont.
- 1988 — La derniere comedie. Paris, Robert Laffont.
- 1992 — Der Mörder aus dem Nichts. Salzburg, Residenz Verlag.
- 1995 — Die letzte Komödie. Salzburg, Residenz Verlag
- 1995 — The Penguin Book of New Russian Writing. Russia’a Fleurs du Mal. Penguin Book, London (Yuri Mamleyev. An Individualist’s Notebook).
- 1995 — Tigerliebe: Russische Erzähler am Ende des 20. Jahrhunderts. Eine Anthologie. Berlin, Berlin Verlag.
- 1997 — Fleurs du mal. Albin Michel, Paris.
- 1997 — The Penguin Book of New Russian Writing. USA, New York. Эта же антология вышла в Голландии (на голландском языке).
- 1993 — Oi periqtdriakoi. Athina, Греция.
- 1997 — Il killer metafisico. Roma, Italy, Voland.
- 1998 — Chatouny (второе издание, paper book, карманное издание). Paris, Le Serpent a Plumes.
- 1998 — Der Tod des Erotomanen. Salzburg-Wien, Residenz Verlag.
- 1998 — «Шатуны» вышли в Праге.
- В Югославии в 90-х вышел сборник рассказов.
- Кроме того, много публикаций в журналах в США, Франции, Германии, Австралии, Италии, Польши, Венгрии, Чехии.
- 2003 — «Цветы зла» (антология) — на итальянском. Roma, Italy, Voland.
- 2003 — В октябре немецкое издательство «Зуркамп» выпустило роман «Блуждающее время» на немецком языке: Die irrlichternde Zeit.
- 2018 — Двузычное издание романа «Шатуны» на русском и английском в переводе Мариан Шварц.
- «Мир и хохот», «Судьба бытия» на французском языке, а также книги на итальянском и румынском языках.

## Постановки в театре
- Шатуны (2021) — Театр-фестиваль «Балтийский дом», Санкт-Петербург

## Награды
- Орден Дружбы (21 мая 2007 года) — за заслуги в области культуры и искусства, многолетнюю плодотворную деятельность[24].
- Премия Правительства Российской Федерации в области культуры и искусства (2012 год).

## Монографии о Мамлееве
- Роза Семыкина. О «соприкосновении мирам иным»: Ф. М. Достоевский и Ю. В. Мамлеев. — Барнаул: Барнаульский государственный педагогический университет, 2007.
- Михаил Бойко. «Метакритика метареализма»: Сборник статей. — М.: Литературные известия, 2010. — 92 с. — ISBN 978-5-91865-002-8.
- Ланин Б. А. Юрий Мамлеев // Проза русской эмиграции (третья волна): Пособие для преподавателей литературы. — Новая школа, 1997. — С. 148—154. — 208 с. — 20 000 экз. — ISBN 5-7301-0275-5.